# Bräcke
Bräcke er et svensk by i Jämtlands län i Jämtland. Det er Bräcke kommunes administrationscenter og i 2006 havde byen 1.566 indbyggere.
Bräcke ligger 70 km sydøst for Östersund, ned til Revsundssøen og ved Norra stambanan, som ved Bräcke bøjer af mod nordøst, mens tværbanen forsætter mod Östersund – Storlien. Bräcke er omgivet af store skove og søer.